# Julio César Benítez
Julio César Benítez Amuedo (Montevideo, Uruguay; 1 de octubre de 1940-Barcelona, España; 6 de abril de 1968) fue un futbolista uruguayo de los años 1960. Destacó como defensa en la Liga española de fútbol jugando en las filas del Real Valladolid, Real Zaragoza y, especialmente, en el Fútbol Club Barcelona, donde militó durante siete temporadas, desde 1961 hasta 1968, cuando falleció a causa de una intoxicación alimentaria causada por mejillones en mal estado.

## Sus inicios y trayectoria
Benítez inició su carrera a la edad de 16 años, en el Racing Club de Montevideo, en la Primera División de Uruguay. En 1959, firmó para el Real Valladolid de la Primera División de España y al año siguiente fue contratado para el Real Zaragoza, demostrando en estos equipos el gran jugador que era. Benítez fue contratado por FC Barcelona en agosto de 1961. Es este equipo jugó ocasionalmente en varias posiciones en el mediocampo y en otras como atacante, pero su posición fija fue la defensa central. Con el Barcelona ganó la Copa Generalísimo en 1963 y la Copa entre ciudades en 1966. 
Fue un defensa valorizado por su gran potencia física, su excelente técnica en el toque de la pelota y su potente disparo. Sus marcajes sobre Francisco Gento delantero del Real Madrid, contribuyeron a su popularidad entre los aficionados del FC Barcelona.

## Muerte
Murió el sábado 6 de abril de 1968 en Barcelona, un día antes de un partido decisivo que enfrentaba en el Camp Nou al FC Barcelona y al Real Madrid, en dura pugna por el título de liga. La causa de la muerte fue la ingestión en Andorra, de mejillones en mal estado, que le produjo una gastroenteritis aguda que evolucionó hacia una intoxicación sistémica fatal.
Sus compañeros, afectados por la desaparición de Benítez, no podían afrontar en condiciones psicológicas apropiadas el partido ante el Real Madrid de ese fin de semana, por lo que el Barcelona solicitó un aplazamiento. La RFEF dispuso que se jugara el partido el martes 9 de abril, dos días después de la fecha fijada en un principio que era el domingo 7, siendo ésta la primera vez en la historia que el Clásico español fue aplazado. El partido acabó con empate a uno lo que, prácticamente, a tan sólo tres jornadas del final del campeonato, daba el título al conjunto madridista.

## Clubes
| Equipo               | País    | Periodo   |
| -------------------- | ------- | --------- |
| Racing de Montevideo | Uruguay | 1955-1959 |
| Real Valladolid      | España  | 1959-1960 |
| Real Zaragoza        | España  | 1960-1961 |
| Barcelona            | España  | 1961-1968 |

## Palmarés

### Campeonatos nacionales
| Título                | Club      | País   | Año  |
| --------------------- | --------- | ------ | ---- |
| Copa del Generalísimo | Barcelona | España | 1963 |

### Campeonatos internacionales
| Título         | Club      | Sede     | Año  |
| -------------- | --------- | -------- | ---- |
| Copa de Ferias | Barcelona | Zaragoza | 1966 |